# Inciucio (saggio)
Inciucio è un libro scritto da Peter Gomez e Marco Travaglio, pubblicato da BUR Biblioteca Universale Rizzoli nel 2005.
In questa opera gli autori raccontano di come attraverso l'inciucio le forze politiche italiane, apparentemente avversarie, si sarebbero spartite tra di loro le authority e la Rai, e quali movimenti si sono avuti all'interno di due noti quotidiani italiani, l'Unità e il Corriere della Sera.

## Prefazione
Secondo la prefazione di Giorgio Bocca: 
Il trasformismo è attento alle buone maniere, al bon ton. Passa con grande stile dal laicismo all’obbedienza al cardinal Ruini, dal marxismo al gesuitismo, da Darwin ai creazionisti. E chi lo considera un male perenne del Paese è un essere infetto da isolare, da mettere a tacere. Ma che rispetto intellettuale e politico si può avere per gente che, in buona sostanza, se ne infischia della libertà di informazione e mira soprattutto e soltanto a stare nella stanza dei comandi e dei buoni stipendi?»

## Il catalogo dell'inciucio vizi e tentazioni a sinistra
Secondo quando racconta il libro il termine inciucio sta ad indicare una stagione politica di accordi sottobanco tra centrodestra e centrosinistra in cui in palio vi è il governo consociativo del paese in modo da assicurare ad entrambe le parti un potere immune da controlli e regole.
Tipico esempio sono le dimissioni forzate di Furio Colombo da L'Unità, la dichiarazione di D'Alema che la Fininvest rappresenta un patrimonio da difendere (nel senso da mantenere così com'è), la pubblica dichiarazione di Violante alla Camera dell'accordo con Letta e Berlusconi di non toccare le televisioni di quest'ultimo nonostante la sentenza della Corte Costituzionale, ecc.

## Edizioni
- Peter Gomez, Marco Travaglio, Inciucio, collana Futuropassato, BUR Biblioteca Universale Rizzoli, 2005,  p. 577, ISBN 88-17-01020-0.
- Peter Gomez, Marco Travaglio, Inciucio, prefazione di Giorgio Bocca, Prima edizione digitale, BUR Biblioteca Universale Rizzoli, 2010, ISBN 978-88-58-61385-6.